# ブラッド・ウォーカー
ブラッド・ウォーカー（Brad Walker, 1981年6月21日 - ）は、アメリカ合衆国の陸上競技選手である。

## 経歴
2005年の世界陸上選手権で銀メダルを獲得したほか、同年のIAAFワールドアスレチックファイナルでは優勝を果たし、自身初の世界タイトルを手にした。2006年はシーズン序盤から好調で、同年3月の世界室内陸上選手権で優勝すると、7月には6m00を記録して屋外で史上12人目の6mボウルターの仲間入りを果たした。
2007年に開催された世界陸上選手権では、接戦を制して棒高跳で優勝し、金メダルを獲得して前回の世界陸上の雪辱を果たした。
2008年6月には自己ベストを大きく更新する6m04を記録。これは、ジェフ・ハートウィグのアメリカ国内記録を8年振りに更新するもので、同時に北中米新記録となった。同年に開催された北京オリンピックでは優勝の本命であったが、予選で5m65を3連続で失敗し、記録なしに終わった。

## 主な成績（棒高跳）
| 年   | 大会                               | 場所                         | 結果 | 記録 |
| ---- | ---------------------------------- | ---------------------------- | ---- | ---- |
| 2005 | 世界陸上選手権                     | ヘルシンキ（フィンランド）   | 2位  | 5m75 |
| 2005 | IAAFワールドアスレチックファイナル | モンテカルロ（モナコ）       | 1位  | 5m86 |
| 2006 | 世界陸上選手権                     | モスクワ（ロシア）           | 1位  | 5m80 |
| 2006 | IAAFワールドアスレチックファイナル | シュトゥットガルト（ドイツ） | 7位  | 5m65 |
| 2007 | 世界陸上選手権                     | 大阪（日本）                 | 1位  | 5m86 |
| 2007 | IAAFワールドアスレチックファイナル | シュトゥットガルト（ドイツ） | 1位  | 5m91 |
| 2008 | 世界室内陸上選手権                 | バレンシア（スペイン）       | 2位  | 5m85 |
| 2008 | IAAFワールドアスレチックファイナル | シュトゥットガルト（ドイツ） | 2位  | 5m70 |
| 2012 | 世界室内陸上選手権                 | イスタンブール（トルコ）     | 3位  | 5m80 |

## 記録
- 棒高跳（屋外）　6m04　（2008年6月8日、世界歴代5位）
- 棒高跳（室内）　5m86　（2012年2月26日）